# دژوینوو
دژوینوو (به لاتین: Dzhvynuv) یک رشته‌کوه در اوکراین است. دژوینوو ۱٬۱۰۷ متر بالاتر از سطح دریا واقع شده‌است.